# Cardona
Cardona é um município da Espanha na comarca de Bages, província de Barcelona, comunidade autónoma da Catalunha. Tem 66,7 km² de área e em 2021 tinha 4 593 habitantes (densidade: 68,9 hab./km²).

## Demografia
| Variação demográfica do município entre 1991 e 2004[carece de fontes?] | Variação demográfica do município entre 1991 e 2004[carece de fontes?] | Variação demográfica do município entre 1991 e 2004[carece de fontes?] | Variação demográfica do município entre 1991 e 2004[carece de fontes?] |
| ---------------------------------------------------------------------- | ---------------------------------------------------------------------- | ---------------------------------------------------------------------- | ---------------------------------------------------------------------- |
| 1991                                                                   | 1996                                                                   | 2001                                                                   | 2004                                                                   |
| 6445                                                                   | 5882                                                                   | 5401                                                                   | 5272                                                                   |

## Património
- Castelo de Cardona, fortaleza medieval mais importante da Catalunha, de estilo românico e gótico. É actualmente o Parador Nacional de Turismo Duques de Cardona.[2]
- Montanha de sal, um de seus principais atrativos com cavernas e depósitos salinos importantes e reconhecidos mundialmente.[3]